# Agonum unitanum
Agonum unitanum är en skalbaggsart som beskrevs av Thomas Casey. Agonum unitanum ingår i släktet Agonum och familjen jordlöpare. Inga underarter finns listade i Catalogue of Life.